# Talia Ryder
Talia Ryder   (Buffalo, 16 d'agost de 2002) és una actriu estatunidenca. El 2015, va tenir el seu paper destacat com a Hortensia al repartiment de Broadway de Matilda the Musical. Va protagonitzar al costat de Sidney Flanigan com Skylar a la pel·lícula independent Never Rarely Sometimes Always del 2020 que es va projectar al Festival de Cinema de Sundance, i té un paper protagonista com a Clare a la pel·lícula Hello, Goodbye, and Everything In Between.

## Primers anys
Ryder tenia 12 anys quan ella i la seua família van anar a veure la producció de Broadway de Matilda the Musical, i ella i la seua germana Mimi es van inspirar per fer una audició. Va aconseguir el paper d'Hortensia i la seua família es va traslladar a la ciutat de Nova York. Ryder ha dit que la seua formació era principalment en dansa, però va començar a desenvolupar les seues habilitats en la interpretació escènica.

## Carrera
El 2016, va formar part d'un repartiment de 75 nens al curtmetratge Broadway Kids Against Bullying: I Have a Voice, dirigit per Jason Milstein, i el seu senzill benèfic compost per Frank Wildhorn, per donar suport a Nobully.org. El 2019, va ser seleccionada com a Skylar, a la pel·lícula independent Never Rarely Sometimes Always, on dues noies viatgen a la ciutat de Nova York perquè la cosina de Skylar, Autumn (Sidney Flanigan) puga avortar sense el consentiment dels pares. Never Rarely Sometimes Always es va estrenar al Festival de Cinema de Sundance i més tard es va estrenar als cinemes i en vídeo el març del 2020.
El 2019, també va formar part del Jets Chorus a l'adaptació cinematogràfica de West Side Story de Steven Spielberg, que es va estrenar el 2021.
Ryder té un paper protagonista com a Clare a la pel·lícula Hello, Goodbye, and Everything In Between del 2022, el matèix any va aparéixer com a Gabbi a Do Revenge i com a Amelia a Master.
Va protagonitzar el vídeo musical d'Olivia Rodrigo "Deja Vu".